# Ганс-Альбрехт Герцнер
Ганс-Альбрехт Герцнер (нім. Hans-Albrecht Herzner; 6 лютого 1907, Потсдам — 3 вересня 1942, Гогенліхен) — німецький офіцер, доктор філософії (1938), гауптман вермахту (1942, посмертно).

## Біографія
Сина архітектора Ріхарда Герцнера і його дружини Елізабет. В 1913-27 роках навчався в гімназії, після чого вступив в Берлінський університет Фрідріха-Вільгельма.
Герцнер був офіцером запасу 8-го піхотного полку. З 1 серпня по 1 жовтня 1938 року — молодший науковий співробітник ОКГ, після чого перейшов в розвідувальну службу при командуванні 7-го армійського корпусу. Вільгельм Канаріс зміг залучити Герцнера у Вересневу змову. За планами змовників, 28 вересня 1938 року Герцнер мав взятий участь в штурмі рейхсканцелярії і застрелити Гітлера.
Герцнер служив у 800-му навчально-будівельному полку для особливих доручень. В ніч з 25 на 26 серпня 1939 року він очолив спробу захопити залізничний тунель на перевалі Яблунка в Польщі для проїзду німецьких військових поїздів. Польські солдати, які захищали тунель, змогли відбити атаку. Оскільки заплановані підкріплення не прийшли, Герцнер та інші 23 диверсанти протягом шести годин пішки дістались до словацького кордону. Того ж дня делегація німецьких офіцерів передала польським військами вибачення за інцидент.
В 1940-41 роках — командир батальйону «Нахтігаль». Після важкого поранення в спину був відправлений на лікування в санаторій СС в Гогенліхені, де і помер. Був похований у почесній могилі в Потсдамі.

## Нагороди
- Залізний хрест 2-го класу
- Штурмовий піхотний знак в сріблі